# Józef Rogowski
Józef Rogowski (ur. 1953) – polski ekonomista, dr hab. nauk ekonomicznych, profesor nadzwyczajny Instytutu Zarządzania Uniwersytetu w Białymstoku i Państwowej Wyższej Szkoły Zawodowej im. prof. Edwarda F. Szczepanika w Suwałkach.

## Życiorys
Obronił pracę doktorską, w 1992 habilitował się na podstawie oceny dorobku naukowego i pracy zatytułowanej Modele miękkie. Teoria i zastosowanie w badaniach ekonomicznych. Objął stanowisko profesora nadzwyczajnego w Instytucie Zarządzania na Uniwersytecie w Białymstoku i w Państwowej Wyższej Szkole Zawodowej im. prof. Edwarda F. Szczepanika w Suwałkach.
Był kierownikiem w Zakładzie Ekonometrii i Statystyki na Wydziale Ekonomii i Zarządzania Uniwersytetu w Białymstoku, sekretarzem Polskiej Komisji Akredytacyjnej, prorektorem na Uniwersytecie w Białymstoku, członkiem Zespołu Kierunków Studiów Ekonomicznych Polskiej Komisji Akredytacyjnej, a także dziekanem na Wydziale Ekonomicznym Uniwersytetu w Białymstoku.

## Publikacje
- 1990: Modele miękkie : teoria i zastosowanie w badaniach ekonomicznych[1]
- 2005: Modele międzyregionalnych przepływów kapitałowych[1]
- 2009: Metody ilościowe w badaniach ekonomicznych[1]
- 2010: Testy z wnioskowania statystycznego[1]